# Rolf-Dieter Koch
Rolf-Dieter Koch (* 14. Februar 1933 in Magdeburg) ist ein deutscher Neurologe und ehemaliger Rektor der Medizinischen Akademie Magdeburg.

## Leben
Rolf-Dieter Koch studierte von 1951 bis 1957 Medizin an der Martin-Luther-Universität in Halle (Saale). Danach begann er 1957 seine Facharztweiterbildung an der Medizinischen Akademie Magdeburg (MAM), die er 1963 abschloss. 1958 wurde er in Halle promoviert. 1968 habilitierte sich Koch in Magdeburg und wurde ein Jahr später Dozent. 1976 wurde er als ordentlicher Professor auf den Lehrstuhl für Neurologie und Psychiatrie der MAM berufen und zum Leiter der Klinik ernannt. Er leitete die Klinik bis zu seiner Emeritierung.
Von 1977 bis 1979 war Rolf-Dieter Koch 1. Prorektor und von 1979 bis 1989 als Nachfolger von Hansjürgen Matthies Rektor der Medizinischen Akademie Magdeburg. 
1958 war Koch in die Sozialistische Einheitspartei Deutschlands (SED) eingetreten und von 1984 bis 1989 Mitglied der Bezirksleitung der SED. Außerdem war er Vorsitzender des Bezirkskomitees der Liga für Völkerfreundschaft, Mitglied des Hoch- und Fachschulrates der DDR und Mitglied des Vorstands der Gesellschaft für Psychiatrie und Neurologie der DDR.

## Ehrungen
- Hufeland-Medaille (DDR)
- Banner der Arbeit

## Schriften (Auswahl)
- Rolf-Dieter Koch: Untersuchungen über das quantitative Verhalten des arteriellen Milchsäure-, Brenztraubensäure- und Citronensäure-Spiegels bei verschiedenen Herzerkrankungen. Dissertation, Martin-Luther-Universität Halle-Wittenberg 1958
- Rolf-Dieter Koch: Zur Wertigkeit nuklearmedizinischer und neuroradiologischer Untersuchungsmethoden in der Diagnostik von Hirnerkrankungen unter besonderer Berücksichtigung der Hirntumoren: Ein Vergleich elektroenzephalografischer, echoenzephalografischer, röntgenologischer und nuklearmedizinischer Verfahren. Habilitationsschrift, Medizinische Akademie Magdeburg 1968

## Quelle
- Gabriele Baumgartner, Dieter Hebig (Hrsg.): Biographisches Handbuch der SBZ/DDR. 1945–1990. Band 1: Abendroth – Lyr. K. G. Saur, München 1996, ISBN 3-598-11176-2, S. 411.

| Personendaten    | Personendaten                      |
| ---------------- | ---------------------------------- |
| NAME             | Koch, Rolf-Dieter                  |
| KURZBESCHREIBUNG | deutscher Neurologe und Psychiater |
| GEBURTSDATUM     | 14. Februar 1933                   |
| GEBURTSORT       | Magdeburg                          |